# Joanna Moro

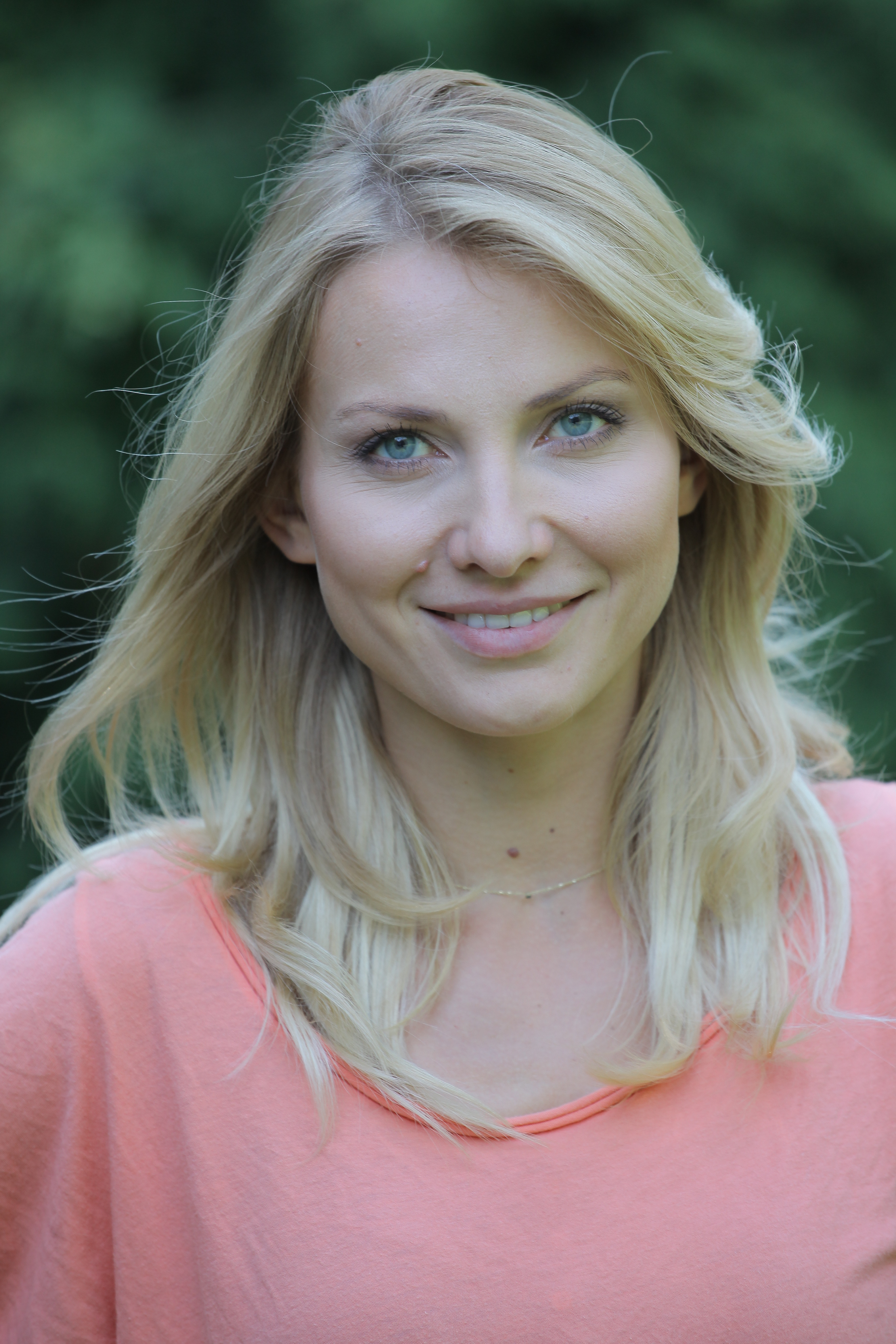
Joanna Moro

Joanna Moro (sinh ngày 13 tháng 12 năm 1984) là một diễn viên, ca sĩ và người dẫn chương trình truyền hình người Ba Lan gốc Lithuania.

## Sự nghiệp
Moro tốt nghiệp trường Gymnasium Adam Mickiewicz ở Vilnius. Năm 2007, cô tốt nghiệp Học viện Nghệ thuật Sân khấu Quốc gia Aleksander Zelwerowicz ở Warsaw.
Cô trở nên nổi tiếng nhờ vai diễn chính Anna German trong bộ phim truyền hình Anna German. Năm 2013, cô phát hành album phòng thu Piosenki Anny German, cô thu âm cùng với Olga Szomańska và Agnieszka Babicz. Một năm sau, cô tham gia chương trình giải trí Dancing with the Stars: Taniec z Gwiazdami mùa thứ mười bốn. Cùng với bạn nhảy Rafał Maserak, cô giành vị trí thứ hai trong trận chung kết.